# Camarade Artemio
Camarade Artemio est le surnom du guérillero communiste péruvien Florindo Eleuterio Flores Hala. Il est l'actuel leader du Sentier lumineux. Il est né le 8 septembre 1961 dans le district de Santa Isabel de Siguas (province d'Arequipa).
Il reconnait dans une publication en 2011 l’échec de la « guerre populaire » contre l’État et soutient que la guérilla « en pratique, de nos jours, cela n’est plus possible ». « Le PCP-SL garde ses objectifs politiques », a-t-il déclaré, mais « nous voulons sincèrement une solution politique ; nous voulons qu’elle aboutisse, à travers une table de négociations ». Le gouvernement a cependant rejeté l'idée de négocier avec les guérilleros.
Le dimanche 12 février 2012, il est capturé par l’armée péruvienne dans la province de Huallaga après avoir été grièvement blessé au cours d'une fusillade le 9 février.